# Rozsdás földicsészegomba
A rozsdás földicsészegomba (Geopora cooperi) a Pyronemataceae családba tartozó, Európában és Észak-Amerikában honos, fenyvesekben élő, ehető gombafaj. 

## Megjelenése
A rozsdás földicsészegomba termőteste 3-6 cm széles; többé-kevésbé kerek vagy gumószerű, tönkje vagy nyele nincs. Többnyire teljesen vagy részlegesen a talajban található. Külső felszíne göröngyös, néha szinte agyvelőszerű, apró, barna szőrök borítják, színe barna vagy sötétbarna. 
Belsejét labirintusszerűen egymásba gyűrt, hullámzó lemezek tömege tölti ki; ezek fehérek, de szélük barna lehet, egymáshoz simulnak, de nem olvadnak össze. Színe fehéres, sérülésre kissé sárgulhat. Szaga nem jellegzetes vagy kissé savanykás (romlott almaborszerű), íze nem jellegzetes.
Spórapora fehér. Spórája ellipszis alakú, sima, többnyire egy nagy olajcseppel; mérete 19-22 x 13,5-16 µm. 

### Hasonló fajok
Szarvasgombákkal lehet összetéveszteni, de hasonlít hozzá a lebenyes gödröstrifla, a törpe hólyagtrifla vagy a húsrózsás pénzecskepöfeteg is. 

## Elterjedése és termőhelye
Európában és Észak-Amerikában honos.  
Fenyvesekben (Észak-Amerikában nyárfa és eukaliptusz alatt is él) található meg. Tavasztól őszig terem, gyakran már hóolvadás után. 

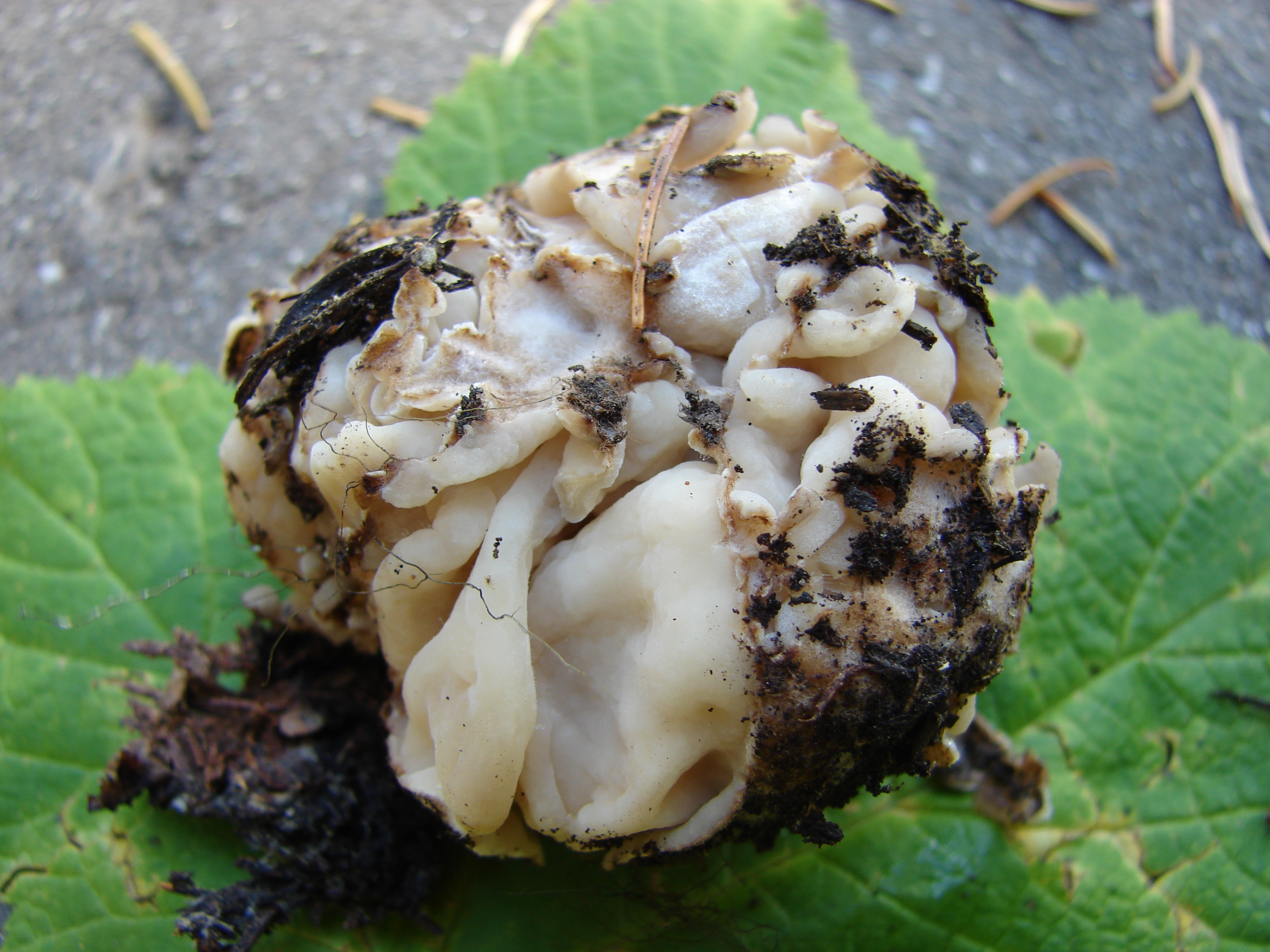
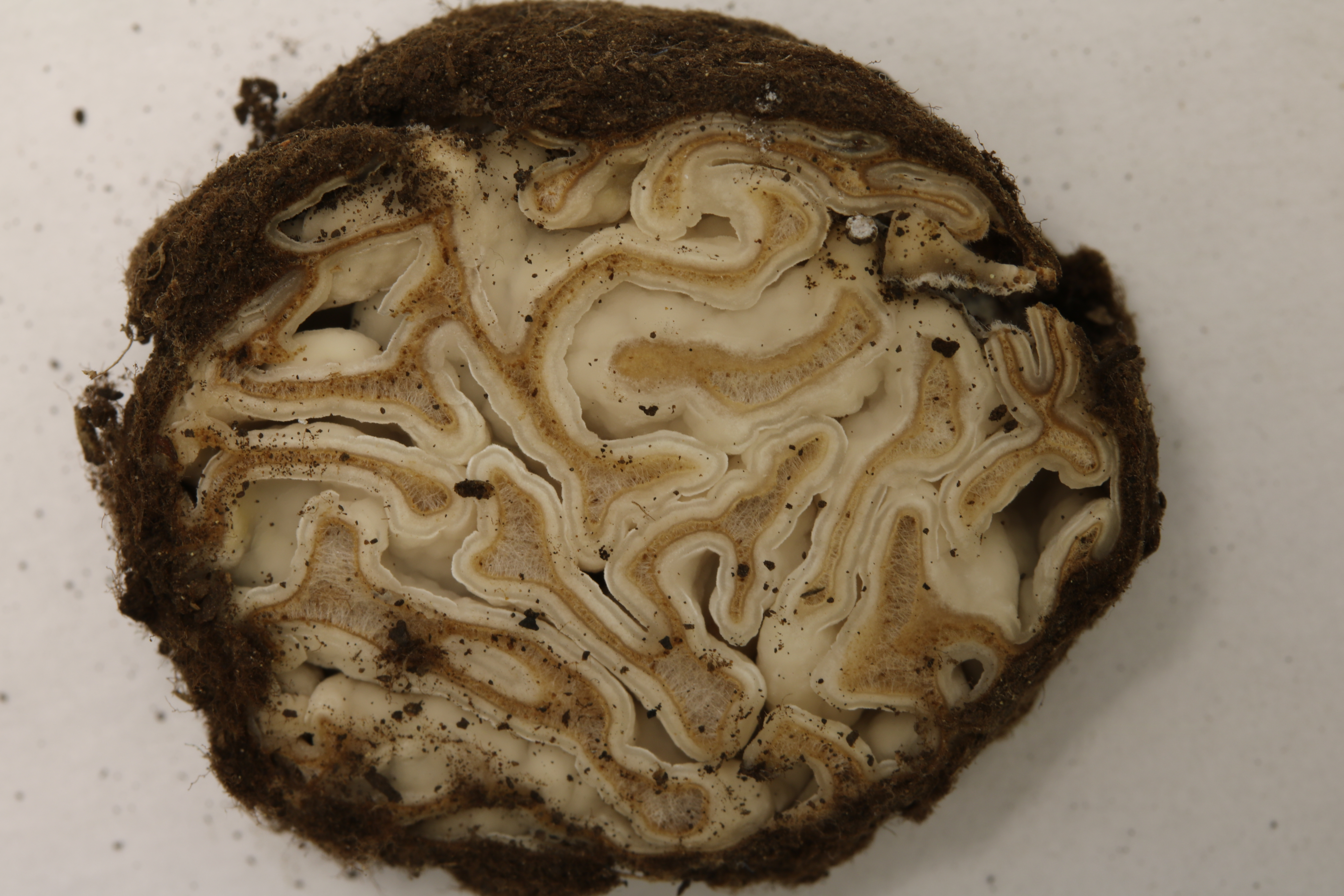

Ehető.